# كأس الدنمارك 2012–13
كأس الدنمارك 2012–13 (بالدنماركية: DBU Pokalen 2012-13)‏ هو الموسم 57 من كأس الدنمارك. أقيم خلال الفترة 14 أغسطس 2012 وحتى 9 مايو 2013، وأشرف على تنظيمه اتحاد الدنمارك لكرة القدم، وفاز فيه نادي إيسبيرغ.